# Йекини, Рашиди
Раши́ди Йеки́ни (англ. Rashidi Yekini; 23 октября 1963, Кадуна — 4 мая 2012, Ибадан) — нигерийский футболист, нападающий.

## Биография
Профессиональную футбольную карьеру начал в нигерийской лиге в 1981 году (УНТЛ из Кадуны, «Шутинг Старз», «Абиола Бейбз»). В 1987 году переехал в Кот д’Ивуар и выступал до 1990 года за «Африка Спортс».
С 1990 по 1994 годы выступал за «Виторию» из Сетубала в чемпионате Португалии. Провёл в её составе в эти годы 108 матчей и забил 90 голов, становился лучшим бомбардиром Первого португальского дивизиона (сезон 1993/94) — 21 гол.
В 1993 году первым среди нигерийских игроков был признан лучшим футболистом Африки.
После чемпионата мира 1994 года Йекини был приобретён клубом «Олимпиакос», где, однако, у него не сложились отношения с одноклубниками, и он был вынужден покинуть команду.
С 1995 по 2003 год Йекини играл в «Спортинге» из Хихона, «Витории» из Сетубала, «Цюрихе», «Бизертене», «Аль-Шабабе» и «Африка Спортс», но не смог себя проявить ни в одном из этих клубов так, как это было в «золотой» период выступлений за «Виторию» в начале 90-х.

## Сборная
За сборную Нигерии Йекини провёл 62 матча с 1986 по 1998 год и с 37 голами является лучшим бомбардиром за всю историю (по состоянию на июнь 2013 года). В составе сборной принимал участие в чемпионатах мира 1994 и 1998 годов, а также стал победителем Кубка африканских наций 1994 года и участником Олимпийских игр в Сеуле 1988 года.
Йекини, как сообщалось, был болен в течение длительного периода времени. В 2011 году средства массовой информации Нигерии начали публиковать сообщения о его ухудшающемся здоровье; он, как говорят, страдал от биполярного расстройства, депрессии и некоторых других нераскрытых психиатрических заболеваний. Йекини умер в Ибадане 4 мая 2012 года в возрасте 48 лет. Новость была подтверждена бывшими товарищами по национальной команде Мутью Адеподжу и Ике Шорунму; он был похоронен в своей резиденции в Ире, штат Квара.

## Достижения
«Шутинг Старз»
- Чемпион Нигерии: 1983

«Африка Спортс»
- Чемпион Кот-д-Ивуара (2): 1989, 2002
- Обладатель Кубка Кот-д-Ивуара: 1989
- Финалист Кубка африканских чемпионов: 1984

Сборная Нигерии
- Обладатель Кубка африканских наций: 1994
- Финалист Кубка африканских наций: 1984, 1988, 1990

## Личные достижения
- Лучший бомбардир сборной Нигерии за всю историю (37 мячей в 62 матчах) и автор первого гола сборной на чемпионатах мира.
- Лучший бомбардир Кубка африканских наций 1992, 1994 годов
- Лучший бомбардир чемпионата Португалии 1994 года
- Лучший футболист Африки 1993 года (по версии CAF)
- Лучший футболист Африки 1993 года (по версии «Afrique Football’s»)
- По версии IFFHS занимает 17-е место в списке лучших футболистов Африки XX века.